# Lise Malinovsky
Lise Malinovsky (født 25. februar 1957) er en dansk kunstmaler. Hun er en figurativ kunstner og har ofte lavet parafraser over kendte personer. Billederne er ofte i stærke farver og med grove penselstrøg. Tidligere har Lise Malinovsky arbejdet tæt sammen med Michael Kvium.
Lise Malinovskys værker findes bl.a. på Statens Museum for Kunst og på Horsens Kunstmuseum. Et tre-etages vægmaleri fra 2001 kan opleves i Rådhus-annekset Jægergården i Aarhus.